# Primera guerra de Escútari
La primera guerra de Escútari (serbio : Први скадарски рат) fue un conflicto armado que enfrentó entre 1405 y 1412 a Zeta y a la República de Venecia por la posesión de Escútari y otras antiguas posesiones de Zeta que había conquistado Venecia.

## Antecedentes
Antes de esta guerra Zeta era regida por Đurađ II Balšić. Su esposa Jelena Balšić se opuso firmemente a su política proveneciana y a la venta de Escútari, Drivasto y otras ciudades, junto con las islas del lago de Escútari, a los venecianos en 1396. A ella no le gustaba la intromisión veneciana en los contactos entre el metropolitanato ortodoxo de Zeta y el Patriarcado de Peć. Tuvo notable influencia en la forma en que su hijo Balša III rigió Zeta tras la muerte de Đurađ II. Incluso antes de la primera guerra de Escútari, disputaba a los venecianos la jurisdicción del metropolitanato ortodoxo de Zeta sobre las iglesias ortodoxas sitas junto al río Bojana y la iglesia de San Pedro en Escútari. Frente de los venecianos, Balsa III, siguiendo las instrucciones de Jelena, protegió los antiguos derechos de la iglesia serbia y del metropolitano de zeta concedidos por el Patriarcado de Peć.

## Los partidarios de Balsa
Después que Đurađ II murió en 1403 Balsa III asumió el control de Zeta y con el apoyo de Jelena comenzó ocho largos años de guerra contra Venecia en 1405. Jelena y Balsa aparentemente comenzaron la guerra sin preparación con la esperanza de que recibirían en breve fácilmente el apoyo internacional . Sobre todo contaron con que los apoyarían el Despotado de Serbia, Dubrovnik y los partidarios del emperador Segismundo que tenían aspiraciones territoriales en Dalmacia. Estas esperanzas no estaban justificadas. En enero y de nuevo en marzo de 1405 se acercaron a Dubrovnik en busca de ayuda, pero fueron rechazadas con cortesía.
Durante esta guerra Balsa no fue plenamente apoyado por la población urbana de Bar y Ulcinj cuyos intereses de negocio sería algo mejor conservado con buenas relaciones con el poderoso imperio veneciano. Sus principales seguidores fueron la nobleza guerrera de Zeta, pronoiers en la región de Scutari y campesinos serbios y albaneses insatisfechos con los impuestos. La familia Djurasevic participó en el bando de Balsa, Koja Zaharia y Dhimiter Jonima apoyaron a los venecianos mientras la familia Dukagjinis se mantuvo neutral.

## La guerra
La guerra comenzó en 1405 cuando Balsa se aprovechó de la rebelión de la población local en la región de Scutari y la conquistó (incluyendo Drivast) excepto la fortaleza de Scutari en sí . No está claro si él inspiró la revuelta que comenzó a principios de 1405 pero desde luego lo utilizó . Radič Humoj y muchos otros pronoiers venecianos locales más distinguidos (como Nika Bogoje, Petar Konte, Nikola Lumbardini, Andrija Sklavo y Nikola Sigeci) abandonaron a Venecia y apoyaron a balsa III con el fin de salvar su posición y sus propiedades . Balsa era intolerante con aquellos nobles locales que no lo apoyaban y muchos de aquellos que se atrevían a desertar de su bando fueron capturados y paralizados , es decir, privados de una extremidad y la nariz.
Los venecianos a cambio capturaron los tres puertos más importantes de Zeta: Bar , Ulcinj y Budva . También ofrecieron 500 ducados para la persona que matara a Jelena Balšić y a su hijo Balsa III . La recompensa se aumentó posteriormente a 2.000 ducados . Balsa se encontró en una situación difícil debido a que la posición del Imperio Otomano (posible aliado anti-veneciano) se debilitó después de la batalla de Ankara en 1402, su aliado el Déspota Serbio estaba ocupado apoyando a Mehmed I durante la guerra civil otomana . Para hacer las cosas aún peor, Sandalj Hranić tenía intención de capturar todo el Golfo de Kotor . En tales circunstancias Balsa decidió aceptar la soberanía otomana que incluía un regular pago de tributo al sultán . A principios de 1407 se casó con Balsa Mara, una hija de Niketa Thopia que tenía buenas relaciones con la República de Venecia y desde entonces se convirtió en un mediador durante la guerra . En 1407 representantes de la República de Venecia y Balsa III se reunieron en el territorio de Ratac en un intento de negociar la paz. Durante las negociaciones celebradas en junio de 1408 los venecianos insistieron en mantener Ratac en su poder . Sin embargo, las negociaciones de paz no tuvieron éxito.

## Tratado de paz de 1409
En 1409 Jelena decidió ir a Venecia a negociar personalmente la paz. A finales de mayo llegó a Dubrovnik, pero tuvo que esperar casi dos meses porque sus montacargas le advirtieron sobre la presencia de galeras napolitanas en el mar Adriático. Mientras esperaba en Dubrovnik, el 9 de julio de 1409 Venecia compró la costa dálmata a Ladislao de Nápoles por cien mil ducados. Esto hizo que la posición negociadora de Jelena se hiciera muy difícil. A finales de julio finalmente llegó a Venecia. El largo viaje la arruinó y los venecianos tuvieron que socorrerla con tres ducados al día durante las negociaciones, que se prolongaron durante tres meses. El 26 de octubre de 1409, se firmó un acuerdo de paz de un año que dispuso que no hubiese cambios territoriales. Jelena regresó a Zeta haciendo una parada en Dubrovnik, donde recibió regalos por valor de cien ducados. Aunque tanto ella como Michele Steno, dux de Venecia, habían jurado sobre el Evangelio respetar el acuerdo de paz, no la hubo.

## Continuación de la guerra
Los venecianos rompieron directamente el acuerdo de paz que firmaron con Jelena cuando se negaron a pagar las disposiciones acordadas a Balsa que a cambio atacó sus posesiones a principios de 1410 . Su flota capturó todo el lago Skadar y obligó a las fustas venecianas a retirarse . A mediados de 1410 hubo otra rebelión en Scutari . Después de esta rebelión Balsa III sitió Scutari y saqueó sus alrededores. 
Cuando Niketa Thopia fue derrotado y capturado por Teodor II Muzaka a finales de 1411 Balsa se divorció de Mara porque su padre encarcelado no sería de ninguna utilidad para él nunca más . A finales de 1412 o principios de 1413 se casó con Bolja Zaharia, una hija de Koja Zaharia que ya había casado a su otra hija con un Djurasevic . Los miembros de la familia Djurasevic tuvieron las posiciones más distinguidas en la cancha de Balsa III . Para atraer a Koja aún más cerca de Balsa lo designó como castellano de Budva .

## Consecuencias
Ambas partes estaban insatisfechas con el tratado de paz y creían que la otra parte estaba en incumplimiento de los términos acordados y que la otra parte debía pagar más por los daños durante la guerra . Parece que seguían en peligro los derechos de la Iglesia Ortodoxa en la región del Lago Skadar . En tales circunstancias, incluso un pequeño conflicto como una disputa menor entre los Hoti y los Mataguži (dos clanes que vivían al norte del Lago Skadar , en la frontera de Zeta y la Scutari veneciana) sobre las tierras de pastoreo comenzó la cadena de acontecimientos que llevaron a la nueva guerra . Aunque Balsa III juzgó a favor del clan Mataguži, los Hoti capturaron las tierras en disputa . Los Mataguži mataron a cuatro miembros de un clan Hoti durante el contraataque . Los Hoti se quejaron a Balsa, que rechazó su queja con las palabras "Tienes lo que te mereces!" ( serbio : Што сте нашли на туђој граници - то вам! ). Dos de los jefes Hoti decepcionados que encabezaron una parte menor del clan decidieron abandonar a Balsa y pidieron ser aceptados bajo la soberanía de Venecia . Al principio Balsa mismo aconseja a un gobernador veneciano en Scutari a aceptarlos porque quería dividirlos del resto de miembros de la tribu Hoti . Cuando se dio cuenta de su posible influencia en el resto de miembros de la tribu Hoti que permanecieron leales a él , cambió de idea e insistió en que Paolo Quirin debía rechazar su petición . En noviembre de 1414 el Senado ordenó a Paolo Quirin ignorar el consejo de Balsa y conceder la ciudadanía veneciana de renegados a los Hoti. En respuesta Balsa compró armas para sus fuerzas que a principios de la primavera de 1415 atacaron y quemaron la aldea de Kalderon cerca de Scutari . Sobre la base de las instrucciones del Senado los venecianos sobornaron al líder del principal grupo de Hoti (Andrija kojina) para que aceptara la soberanía de Venecia . Al aceptar a los refugiados venecianos de Balsa violaron todos sus acuerdos previos con este . Empezó a cobrar impuestos sobre las mercancías venecianas, confiscar grano veneciano, naves venecianas , robar en Bojana y a preparar una campaña militar contra los Hoti que organizaron un ataque preventivo contra él a principios de 1418. En octubre de 1418 los venecianos comenzaron a confiscar los bienes de propiedad de los comerciantes desde Ulcinj para compensar a sus propios comerciantes. En otoño de 1418 Balsa decidió empezar una nueva guerra. Empleó una guarnición veneciana de unos 50 mercenarios que custodiaban la fortaleza de Scutari antes de que cambiaran de bando y se fueron del lado de Balsa. Balsa también arrestó a todos los ciudadanos venecianos que fueron capturados en el territorio de Zeta. En marzo de 1419 comenzó una nueva guerra , la Segunda Guerra Scutari .
- Datos: Q3183607